# Júlio Strübing Müller
Júlio Strübing Müller (Cuiabá, 6 de janeiro de 1895 — Cuiabá, 4 de março de 1977) foi um político brasileiro. Casado com Maria de Arruda Müller.
Foi governador do estado de Mato Grosso, eleito em 13 de setembro e empossado em 4 de outubro de 1937, tendo ocupado o cargo até 10 de novembro do mesmo ano, tendo em vista os acontecimentos relacionados com o Estado Novo. Imediatamente após, foi nomeado interventor federal, cargo que ocupou até 29 de novembro de 1945, finalizando sua interventoria ao mesmo tempo do fim da Era Vargas.
Fundou e foi o primeiro Presidente do Rotary Club de Cuiabá em 1941.